# Kopachivka (Lutsk)
Kopachivka (ucraniano: Копачі́вка; polaco: Kopaczówka) es un municipio rural y pueblo de Ucrania perteneciente al raión de Lutsk de la óblast de Volinia.
En 2019 el municipio tenía una población de 5337 habitantes, de los que unos mil trescientos vivían en la capital municipal y el resto repartidos en trece pedanías. El municipio fue fundado en 2017 mediante la fusión de los consejos rurales de Kopachivka, Berezoluky, Zalistsi, Krémenets, Liubche y Uliányky. Además de estos seis pueblos, pertenecen al municipio otros ocho: Bashová, Oleksándrivka, Pidlisky, Trostianka, Króvatka, Pidhirne, Yablunivka y Úzhova.
Se ubica en la periferia suroccidental de Rózhyshche, sobre la carretera M19 que une Lutsk con Kóvel.

## Historia
Se conoce la existencia del pueblo en documentos desde el siglo XVIII, cuando pertenecía al voivodato de Volinia de la República de las Dos Naciones. En la partición de 1795 pasó a formar parte del Imperio ruso, que lo integró en la vólost de Rózhyshche del uyezd de Lutsk de la gobernación de Volinia. Se desarrolló notablemente en el siglo XIX por su ubicación en la carretera de Lutsk a Kóvel. Hasta la Segunda República Polaca, la tercera parte de sus habitantes eran judíos, pero en 1942 los invasores alemanes encerraron en un gueto a todos los judíos locales, que fueron asesinados el 23 de agosto. Tras la guerra, la RSS de Ucrania recuperó el asentamiento como una localidad rural habitada casi exclusivamente por ucranianos.
Antes de la creación del actual municipio en 2017, Kopachivka era sede de un consejo rural en el raión de Rózhyshche, que únicamente incluía como pedanías a Bashová, Oleksándrivka, Pidlisky y Trostianka.